# District de March
Pour les articles homonymes, voir March.
Le district de March est un district suisse, situé dans le canton de Schwytz. Il compte 9 communes.

## Communes
| Nom         | N° OFS | Population (décembre 2022) |
| ----------- | ------ | -------------------------- |
| Altendorf   | 1341   | +007 215,                  |
| Galgenen    | 1342   | +005 342,                  |
| Innerthal   | 1343   | +000180,                   |
| Lachen      | 1344   | +009 394,                  |
| Reichenburg | 1345   | +004 063,                  |
| Schübelbach | 1346   | +009 595,                  |
| Tuggen      | 1347   | +003 358,                  |
| Vorderthal  | 1348   | +000983,                   |
| Wangen      | 1349   | +005 489,                  |
| Total       | Total  | +045 619,                  |